# Batuhan Altıntaş
Pour les articles homonymes, voir Batuhan Altıntaş (football).
Batuhan Altıntaş (né le 28 avril 1996) est un athlète turc, spécialiste du 400 m.
Il remporte la médaille de bronze lors des Championnats d'Europe juniors 2015.
Le 11 juin 2017, il porte son record à 45 s 85, à Erzurum.